# Prijsondersteuning
Prijsondersteuning of prijssteun is een vorm van subsidie of prijscontrole om de marktprijs van een product boven een zeker niveau te houden.
Dit kan door een bodemprijs in te stellen waaronder producten niet verkocht mogen worden of door opkoopgaranties om de overheid het product op te laten kopen zodra het onder de gestelde prijs zakt.
Prijsondersteuning is sinds 1962 onderdeel van het Gemeenschappelijk landbouwbeleid van de Europese Unie. Het werd ook toegepast in de Conventie van Lomé. In India werd in 1965 de minimumprijsondersteuning ingevoerd voor landbouwproducten.